# Hombre
Hombre és un western estatunidenc de Martin Ritt, estrenat el 1967.

## Argument[1]
Arizona, 1884. John Russel (Hombre) és un jove blanc criat des de la infantesa pels apatxes com un dels seus i després recollit i adoptat pel propietari de l'hotel d'una petita ciutat. Adult, Hombre  escull tanmateix tornar a viure amb els apatxes, en la seva reserva. A la mort del seu pare adoptiu, Hombre  hereta l'hotel. Decideix vendre'l per comprar cavalls, la qual cosa l'obliga a acomiadar la gerent, Jessie, una noia de gran cor que l'ha fet funcionar prou bé. L'endemà Hombre  agafa la diligència per tal d'arribar a la ciutat. Viatgen en la seva companyia el seu amic Enrique Mendez, el cotxer; Jessie; el professor Alexander Favor, agent del Despatx dels assumptes indis, i la seva esposa, Audra; una jove parella anodina (Lee i Doris Blake); i un pinta vulgar i arrogant, Cicero Grimes. Durant el viatge, els viatgers estrets els uns contra els altres i sacsejats pels sotracs xerren. La conversa va a petar sobre els indis, i Hombre  els defensa: han estat enganyats -diu- pel govern que els ha aparcat en zones àrides sense recursos, fent-los passar gana, sobretot per les malversacions dels directors dels Despatxos dels assumptes indis, desviant sense escrúpols el seu famèlic pecuni, per malversacions comptables, per enriquir-se, anant fins a criticar la rudesa vinculada a la seva indigència.
Els viatgers (amb Mrs. Favor al capdavant) no suporten la presència d'un "enamorat dels indis") al seu costat, l'expulsen de la diligència i l'obliguen a fer el viatge al seient del davant, al costat del cotxer.
El matí del segon dia, quatre bandits al sou de Grimes aturen la diligència, roben els viatgers, prenen com a ostatge la dona del professor i s'allunyen deixant-los pràcticament sense aigua. Hombre , agafant la seva carrabina Marlin amagada a la teulada de la diligència, aconsegueix abatre dos dels bandits que s'havien endarrerit, justament els que portaven el botí. Després arrossega la tropa de viatgers desemparats. Els bandits, ajudats per un bandoler, es llançaran a la seva persecució. D'un costat quatre bandits decidits i sense escrúpols, proveïts d'una ostatge i de l'altre, dues dones, un nen, un vell tan covard com cobdiciós i egoista, un treballador mexicà massa escrupolós, i un "marginat" entre dos mons, tenint com a trumfos la seva experiència de la supervivència als bad-lands  - i com a handicap la seva pertinença psicològica i cultural al poble indi que fa d'ell un ésser poc intractable per als blancs.

## Repartiment
- Paul Newman: John Russell
- Fredric March: Dr. Alex Favor
- Richard Boone: Cicero Grimes
- Diane Cilento: Jessie
- Cameron Mitchell: Frank Braden
- Barbara Rush: Audra Favor
- Peter Lazer: Billy Lee Blake
- Margaret Blye: Doris Blake
- Martin Balsam: Henry Mendez
- Skip Ward: Steve Early
- Frank Silvera: bandit mexicà
- David Canary: Lamar Dean
- Val Avery: Delgado
- Larry Ward: soldat sense armes